# Mignières
Mignières é uma comuna francesa na região administrativa do Centro, no departamento Eure-et-Loir. Estende-se por uma área de 13,08 km². Em 2010 a comuna tinha 1 152 habitantes (densidade: 88,1 hab./km²).